# Eugene Walter
Ne doit pas être confondu avec Eugene Walter (1921-1998) (en).
Eugene Walter est un dramaturge, scénariste, acteur et réalisateur américain né le 27 novembre 1874 à Cleveland, Ohio (États-Unis), et mort le 26 septembre 1941 à Hollywood (États-Unis).

## Filmographie

### comme scénariste
- 1919 : Pour sa famille (The Way of a Woman) de Robert Z. Leonard
- 1920 : Love, Honor and Obey de Leander de Cordova
- 1928 : Grande Vedette (Mother Knows Best) de John G. Blystone
- 1929 : Friendship
- 1929 : Le Dernier Voyage (Side Street) de Malcolm St. Clair (non crédité)
- 1929 : Jealousy de Jean de Limur
- 1930 : Pardon My Gun (en) de Robert De Lacey (en)
- 1933 : Sa femme (No Other Woman) de J. Walter Ruben
- 1936 : Woman Trap

### comme acteur
- 1914 : Tess au pays des tempêtes (Tess of the Storm Country) d'Edwin S. Porter : Ezra Longman
- 1916 : Divorce and the Daughter : Participant in Ballroom Scene
- 1917 : Mary Lawson's Secret : Whiskered man in dancing scene

### comme réalisateur
- 1929 : Friendship